# Linda Ulvaeus
Linda Elin Ulvaeus (* 23. Februar 1973 in Vallentuna, Schweden) ist eine schwedische Schauspielerin.

## Leben und Karriere
Sie ist die Tochter der ABBA-Mitglieder Agnetha Fältskog und Björn Ulvaeus. 1980 nahm sie im Alter von sieben Jahren mit ihrer Mutter das in schwedischer Sprache eingesungene Weihnachtsalbum Nu tändas tusen juleljus (Jetzt werden tausend Weihnachtskerzen angezündet) auf, das 2005 auch als CD veröffentlicht wurde. Von 1999 bis 2003 besuchte sie die Theater-Hochschule in Stockholm. Sie ist in Schweden eine erfolgreiche Schauspielerin und spielte unter anderem auch in dem 1995 in Malmö uraufgeführten Musical Kristina från Duvemåla, das ihr Vater gemeinsam mit Benny Andersson geschrieben und produziert hat. Auch war sie Backgroundsängerin für die Comeback-Single und das zugehörige Video ihrer Mutter When You Walk in the Room im Jahr 2004.
Sie ist mit Jens Ekengren verheiratet und hat drei Töchter. Sie lebt mit ihrer Familie in einem Haus auf dem Anwesen ihrer Mutter auf der Insel Helgö im Mälarsee in der westlich von Stockholm gelegenen Gemeinde Ekerö. Hier züchtet sie Pferde und hat damit früher an Pferdeschauen und Reitturnieren teilgenommen.

## Theater (Auswahl)
- 1992: Till Julia
- 1992: Hebriana
- 1993: Löftet
- 1997: Vargen kommer
- 1995–1998: Kristina från Duvemåla
- 1997/1998: Spelman på taket
- 1998: Farliga förbindelser
- 1998: Ett Drömspel
- 2001/2002: Pinocchio
- 2002/2003: Wira spelen (Sommertheater)
- 2002: Cancerbalkongen
- 2003: Körsbärsträdgården
- 2004/2005: Vem är rädd för Virginia Woolf?

## Filmografie (Auswahl)
- 1998: Das Glück kommt morgen (Under Solen)
- 2000: Labyrinten (Miniserie, 1 Episode)
- 2001: Blå Måndag
- 2007: Playa del Sol (Fernsehserie, 1 Episode)
- 2009: Livet i Fagervik (Fernsehserie, 1 Episode)